# Thames Embankment

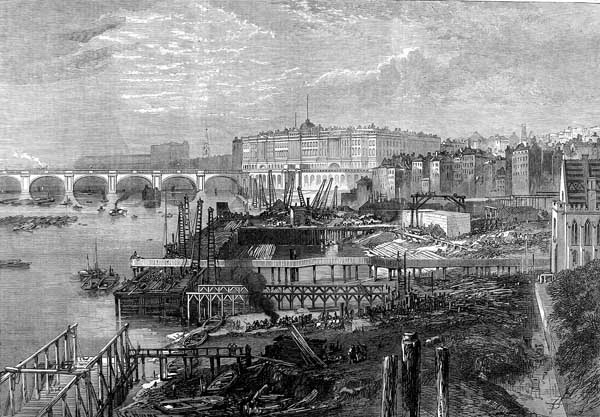
Ilustración del proyecto del Thames Embarkment como parte de una colección de grabados del 1865.

El Thames Embankment es una obra importante de ingeniería civil del siglo XIX para recuperar el terreno en la orilla norte del Támesis a su paso por el centro de Londres. Está formado por los terraplenes de Victoria y Chelsea Embankment.
La primera propuesta, de varias, para la construcción de un terraplén fue de Christopher Wren en la década de 1660, pero no sería hasta 1862 que se iniciaron las obras del actual terraplén bajo la dirección de Joseph Bazalgette. 
Comenzando en el Battersea Bridge, el Thames Embankment abarca Cheyne Walk, el Chelsea Embankment, terminado en 1874, Grosvenor Road, Millbank y Victoria Tower Gardens, el Palacio de Westminster, el Victoria Embankment hasta Blackfriars Bridge.
En la orilla sur del Támesis, en frente de Millbank, se encuentra el Albert Embankment, también construido por Bazalgette, entre 1866 y 1869.